# Til Mette

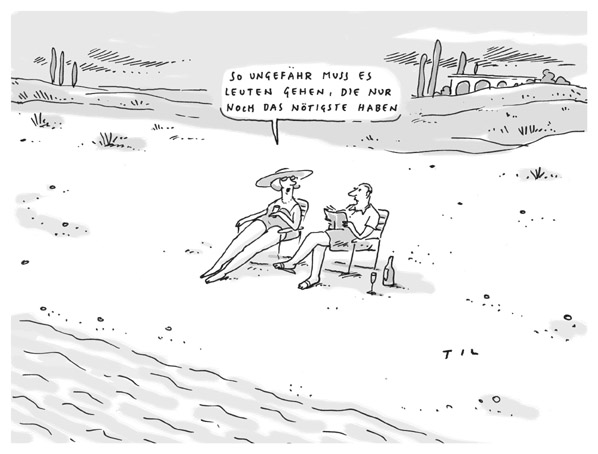
Karikatur Mettes von 2005, „So ungefähr muss es Leuten gehen, die nur noch das Nötigste haben.“

Gotthard-Tilmann Mette (* 28. Oktober 1956 in Bielefeld, bekannt als Til Mette) ist ein deutscher Cartoonist und Maler.

## Leben und Werk
Mette wohnte während seiner Schulzeit teilweise im Internat. Das Abitur absolvierte er am Oberstufen-Kolleg Bielefeld. Er studierte Geschichte und Kunst in Bremen, wo er 1985 die taz Bremen mitgründete.
Er lebte ab 1992 mit seiner Frau und seinen zwei Töchtern in New York, wurde dort auch US-Staatsbürger. Seit 2006 ist er in Hamburg ansässig.
Mette widmet sich meist aktuellen Themen aus Gesellschaft und Politik, die im Wochenmagazin Stern – seit 1995 exklusiv – veröffentlicht werden. Seiner Ansicht nach werden politische Karikaturen und ihre Zeichner zunehmend attackiert; er sieht darin eine Bedrohung der liberalen Gesellschaft. Mette arbeitet auch als Maler.
Til Mettes Bruder Veit Mette ist als Fotograf künstlerisch tätig.

## Buchveröffentlichungen (Auswahl)
- Meine Welt, Lappan Verlag. Oldenburg 2006, ISBN 3-8303-3139-8.
- Dr. Doktor, Lappan Verlag. Oldenburg 2007, ISBN 978-3-8303-3167-4.
- Papa, wann sind wir da? Lappan Verlag, Oldenburg  2008, ISBN 978-3-8303-3214-5.
- Ist er nicht ein feuchter Traum? Lappan Verlag, Oldenburg 2010, ISBN 978-3-8303-3249-7.
- Stimmts Baby, Rowohlt Verlag. Reinbek 2012, ISBN 978-3-499-62992-1.
- Meister der komischen Kunst. Verlag Antje Kunstmann, München 2013, ISBN 978-3-88897-877-7.
- Guter Sex wär auch nicht schlecht. Mit Kester Schlenz. Mosaik Verlag, München 2014, ISBN 978-3-442-39263-6.
- Til Mette erklärt die ganze bekloppte Welt am Beispiel von Tiercartoons. Lappan Verlag, Oldenburg 2015, ISBN 978-3-8303-3388-3.
- Cartoons für die moralische Elite mit Bildung, Geld & gutem Geschmack. Lappan Verlag, Oldenburg 2018, ISBN 978-3-8303-3486-6.
- Politisch korrekte Cartoons für links-grün versiffte Gutmenschen. Lappan Verlag, Oldenburg 2021, ISBN 978-3-8303-3600-6.
- Cartoons für Freunde der Freiheit, der Demokratie und einer guten Flasche Wein! Lappan Verlag, Oldenburg 2023, ISBN 978-3-8303-3657-0.

## Einzelausstellungen (Auswahl)
- Historisches Museum Frankfurt, 2006
- Wilhelm Busch Museum Hannover, 2007
- Bremische Bürgerschaft, 2007
- Caricatura, Kassel, 2013
- Burg zu Hagen, 2016
- Bremische Bürgerschaft, 2018
- Schloss Pyrmont, 2019
- Museum Schwabmünchen, 2019
- Museum in der Anstalt, Alsbach-Hähnlein, 2022
- Historisches Museum der Stadt Bielefeld, 2023
- Kurpark Bad Pyrmont, 2024[5]

## Preise und Auszeichnungen
- 2002: Deutscher Karikaturenpreis in Bronze
- 2009: Deutscher Karikaturenpreis in Gold[6]
- 2013: Deutscher Cartoonpreis, 1. Preis in der Kategorie Profis
- 2016: Deutscher Preis für die politische Karikatur 2015 in Bronze[7]
- 2018: Deutscher Karikaturenpreis: für die beste Gesamtleistung
- 2019: Deutscher Karikaturenpreis: Publikumspreis
- 2020: Deutscher Cartoonpreis: 3. Platz
- 2022: Thomas-Nast-Preis[8]
- 2024: Schweriner Karikaturenpreis, Preis der Jury[9]